# چشمه شیرین رشنو
چشمه شیرین رشنو، روستایی از توابع بخش کلات شهرستان آبدانان در استان ایلام ایران است.

## جمعیت
این روستا در دهستان مورمورئ قرار دارد و براساس سرشماری مرکز آمار ایران در سال ۱۳۸۵، جمعیت آن ۱۲۰ نفر (۱۸خانوار) بوده‌است.